# David Kidwell
Pour les articles homonymes, voir Kidwell.

a Compétitions nationales et continentales officielles uniquement.

b Matchs officiels uniquement.
David Kidwell, né le 23 avril 1977 à Christchurch (Nouvelle-Zélande) est un joueur néo-zélandais de rugby à XIII et est actuellement l'entraineur de la Nouvelle-Zélande depuis 2016. Durant sa carrière de joueur, il évoluait au poste de deuxième ligne ou de centre.

## Palmarès
- Collectif :
  - Vainqueur de la Coupe du monde : 2008 (Nouvelle-Zélande).
  - Vainqueur du Tri-Nations : 2005 (Nouvelle-Zélande).
  - Vainqueur de la National Rugby League : 2002 (Roosters de Sydney).
  - Finaliste du Tri-Nations : 1999 et 2006 (Nouvelle-Zélande).
  - Finaliste de la National Rugby League : 2006 (Storm de Melbourne).